# Agnosine
Agnosine é uma comuna italiana da região da Lombardia, província de Bréscia, com cerca de 1.875 habitantes. Estende-se por uma área de 13 km², tendo uma densidade populacional de 144 hab/km². Faz fronteira com Bione, Caino, Lumezzane, Odolo, Preseglie, Vallio Terme.

## Demografia
| Variação demográfica do município entre 1861 e 2011                               |
|                                                                                   |
| Fonte: Istituto Nazionale di Statistica (ISTAT) - Elaboração gráfica da Wikipedia |